# 约翰四世 (奥赫里德大主教)
阿德里安诺斯·科穆宁 （希臘語：Ἀδριανός Κομνηνός; 约1088 – 1163/64）是科穆宁王朝的一位王子，后成为奥赫里德大主教，是为约翰四世，其任期开始于1139年至1142年间。约翰大主教于1163年至1164年间去世。
他的生平的细节并不是十分清晰。阿德里安是拜占庭皇帝阿莱克修斯一世的侄子，他由此接手了高等的教育和军事训练。他曾担任哈尔迪亚军区的总督，根据为他而写的一篇颂歌，阿德里安在任期间施行了善政。他曾一度结婚并育有两名女儿，然而其子女的情况鲜少见于史册。最终，阿德里安落发为僧，称约翰。1136年至1138年间，他陪同参与了其堂兄弟约翰二世·科穆宁的战事，随后前往圣地朝圣。1142年至1143年间，他已经成为了奥赫里德大主教。约翰是第一位使用“大查士丁尼和全保加利亚大主教”头衔的奥赫里的大主教，此后，这一头衔成为了该主教座的标准头衔。

## 早年
阿德里安诺斯·科穆宁生于约1088年，为阿莱克修斯一世之兄弟至尊者伊萨克·科穆宁和阿兰的伊琳娜的第四子。 其生平记载多见于修辞学家尼基弗鲁斯·巴西拉刻斯的颂词。他受到了良好的教育以及军事训练，其中包括马术、标枪术以及弓术。
阿德里安的叔父赐予了他“显贵”的称号并任命其为军事将领（小亚细亚东北部的哈尔迪亚总督），据巴西拉刻斯所言，阿德里安在任期间以真诚、廉洁、低调以及爱民闻于世，他让领民免于帝国税务官的苛政。

## 作为僧侣和大主教
1136年10月前不久，阿德里安在与妻子商量后落发为僧， 僧名为约翰， 但他保留了显贵的品阶。 1137年，他陪同堂兄弟约翰二世皇帝前往参与西里西亚和叙利亚的战事。在与约翰二世一同胜利驱入安条克城后，他继续南行，向耶路撒冷和圣地进发朝圣。1138年5月，他加入了帝国军返回君士坦丁堡的行列并一同归乡。
1139年之后的一段时期，他当选并被祝圣为奥赫里德大主教。他的当选日期应不迟于（terminus ante quem）1143年10月，由于当时他的侍从正在帝国主教会议作为判官谴责两名追随波格米派的主教。 然而如果哲学家米海尔·意大利科斯致约翰大主教的信件正如保罗·戈蒂埃判断所言是写于1142年圣诞节的话，其当选日或许更早 意大利科斯也不吝于赞扬约翰大主教的美德，特别强调了他的宽仁和慷慨。 之后，根据记载约翰参加了1156年1月的主教会议和1157奶奶5月的布拉基奈公会议，在该次会议中，教会谴责了新当选的安提阿牧首索特利霍斯·潘特夫杰诺斯以及两名修辞学家：塞萨洛尼基的米海尔和尼基弗鲁斯·巴西利刻斯。这也是拜占庭文献最后一次提及约翰大主教。
然而，根据君特·普林辛，约翰就是根据劳伦特编年史在1163年夏与罗斯托夫和苏兹达尔主教利奥二世在曼努埃尔一世面前争论的那名“保加利亚主教阿德里安”。这名主教约于1164年2月10日之前一段时间去世，他在当时斯特鲁米察诞神女怜悯修道院的亡者名单中出现过。他的著作中仅有一部教法集和一篇布道文存世。
约翰是第一位使用“大查士丁尼和全保加利亚大主教”头衔的奥赫里德大主教，他在1157年的一个签名中使用了这一教座头衔。大查士丁尼大主教区是由查士丁尼一世于6世纪创设的，但之后便没有继续传承下去，可能是来自君士坦丁堡普世牧首的压力造成了这一情况。13世纪早期，季米特里奥斯·霍玛忒诺斯在与普世牧首争夺权力时复兴了这一头衔，1261年后普世牧首最终承认了大查士丁尼大主教为奥赫里德大主教头衔的一部分。